# The Hobbit (игра, 1982)
The Hobbit — игра 1982 года в жанре текстово-графической адвенчуры. Разработана в Beam Software. Выпускалась Melbourne House для ZX Spectrum и большинства других домашних компьютеров. Игра была весьма успешной, за первые два года было продано более 100 тысяч копий по цене 14,95 £. К концу 1980-х было продано уже более миллиона копий. В 1983 году игра получила награду Golden Joystick Award в номинации «стратегическая игра года».
В основе сюжета игры лежит книга «Хоббит, или Туда и обратно» Дж. Р. Р. Толкина, игра поставлялась вместе с экземпляром этой книги.
Большинство локаций было иллюстрировано изображениями, основанными на иллюстрациях из книги. В кассетной версии, для экономии памяти, изображения были представлены в векторном виде: при открытии локации несколько секунд уходило на отрисовку линий и заливку областей. В дисковой версии изображения были пререндеренные и более качественные.
Успех игры объяснялся не только популярностью творчества Толкина, но и довольно удачным языковым движком, допускающим построение относительно сложных фраз. Используемый язык получил название Inglish. Этот же язык использовался в двух продолжениях игры — Lord of the Rings: Game One и Shadows of Mordor: Game Two of Lord of the Rings, а также в игре Sherlock.
В отличие от многих других текстовых игр подобного рода, в этой игре учитывались физические характеристики объектов. Все предметы и существа имели определённый вес и размер. Одни объекты можно поместить в другие, связать друг с другом верёвкой, повредить и сломать. Так, если персонаж залезет в бочку, её поднимут и бросят через люк, то он переместится вместе с ней.